# Kamenski bair
Kamenski bair este o arie protejată (arie de protecție specială avifaunistică — SPA) din Bulgaria întinsă pe o suprafață de 1.651,65 ha, integral pe uscat.

## Localizare
Centrul sitului Kamenski bair este situat la coordonatele 42°36′59″N 26°23′34″E / 42.616389°N 26.392778°E.

## Înființare
Situl Kamenski bair a fost declarat arie de protecție specială avifaunistică în martie 2007 pentru a proteja 35 de specii de animale.

## Biodiversitate
Situată în ecoregiunea continentală, aria protejată nu include niciun habitat protejat.
La baza desemnării sitului se află mai multe specii protejate de  păsări (35): uliu cu picioare scurte (Accipiter brevipes), uliu păsărar (Accipiter nisus), pescăruș albastru (Alcedo atthis), acvilă de munte (Aquila chrysaetos), acvilă de câmp (Aquila heliaca), acvilă țipătoare mică (Aquila pomarina), pasărea ogorului (Burhinus oedicnemus), șorecarul comun (Buteo buteo), șorecar mare (Buteo rufinus), ciocârlie-cu-degete-scurte (Calandrella brachydactyla), șerpar (Circaetus gallicus), erete de stuf (Circus aeruginosus), erete vânăt (Circus cyaneus), erete alb (Circus macrourus), erete cenușiu (Circus pygargus), dumbrăveancă (Coracias garrulus), ciocănitoare de grădină (Dendrocopos syriacus), presură de grădină (Emberiza hortulana), șoim dunărean (Falco cherrug), șoim de iarnă (Falco columbarius), șoim călător (Falco peregrinus), șoimul rândunelelor (Falco subbuteo), vânturel roșu (Falco tinnunculus), vânturel de seară (Falco vespertinus), acvilă pitică (Hieraaetus pennatus), Hippolais olivetorum, sfrâncioc roșiatic (Lanius collurio), sfrânciocul cu frunte neagră (Lanius minor), prigoare (Merops apiaster), gaia neagră (Milvus migrans), vultur egiptean (Neophron percnopterus), vultur pescar (Pandion haliaetus), viespar (Pernis apivorus), silvie porumbacă (Sylvia nisoria), nagâț (Vanellus vanellus)
Pe lângă speciile protejate, pe teritoriul sitului au mai fost identificate 17 specii de păsări.